# Wilson Rodríguez
Wilson Enrique Rodríguez Amézquita (22 februari 1994) is een Colombiaans wielrenner. Hij reed in 2016 namens Boyacá Raza de Campeones in de continentale circuits.

## Carrière
In 2016 werd Rodríguez achtste in het nationaal kampioenschap tijdrijden voor beloften. Een dag later strandde hij op plek 35 in de wegrit. Na de Colombiaanse kampioenschappen vertrok hij met zijn ploeg naar Europa om deel te nemen aan een aantal Spaanse en Portugese wedstrijden. Rodríguez werd derde in het jongerenklassement van de Trofeo Joaquim Agostinho en won het eindklassement van de Ronde van Portugal van de Toekomst.

## Overwinningen
2016
Eindklassement Ronde van Portugal van de Toekomst

## Ploegen
- 2016 –  Boyacá Raza de Campeones

Bothia · Chaparro · Cruz · Cubides · Diagama · Flórez · García · Gómez · Mancipe · Ochoa · Ortega · C.Parra · H.Parra · M.Rodríguez · W.Rodríguez · Romero